# Oakton
Oakton és una concentració de població designada pel cens dels Estats Units a l'estat de Virgínia. Segons el cens del July 2007 tenia 30.228 habitants.

## Demografia
Segons el cens del 2000, Oakton tenia 29.348 habitants, 11.118 habitatges, i 7.649 famílies. La densitat de població era de 1.168,2 habitants per km².
Dels 11.118 habitatges en un 32,7% hi vivien nens de menys de 18 anys, en un 57,8% hi vivien parelles casades, en un 7,9% dones solteres, i en un 31,2% no eren unitats familiars. En el 21,7% dels habitatges hi vivien persones soles el 3,8% de les quals corresponia a persones de 65 anys o més que vivien soles. El nombre mitjà de persones vivint en cada habitatge era de 2,63 i el nombre mitjà de persones que vivien en cada família era de 3,08.
Per edats la població es repartia de la següent manera: un 23,3% tenia menys de 18 anys, un 7,7% entre 18 i 24, un 34,9% entre 25 i 44, un 26,6% de 45 a 60 i un 7,5% 65 anys o més.
L'edat mediana era de 36 anys. Per cada 100 dones de 18 o més anys hi havia 95 homes.
La renda mediana per habitatge era de 87.898$ i la renda mediana per família de 104.385$. Els homes tenien una renda mediana de 62.434$ mentre que les dones 48.096$. La renda per capita de la població era de 43.297$. Entorn del 3,6% de les famílies i el 4,9% de la població estaven per davall del llindar de pobresa.

## Poblacions més properes
El següent diagrama mostra les poblacions més properes.